# 萊西 (佛羅里達州)
萊西（英語：Lessie）是位於美國佛羅里達州拿騷縣的一個非建制地區。該地的面積和人口皆未知。

## 地理
萊西的座標為30°43′30″N 81°46′38″W / 30.72500°N 81.77722°W，而該地的平均海拔高度為6米（即20英尺）。